# 카시오페이아자리 R
카시오페이아자리 R은 카시오페이아자리에 있는 분광형 M의 적색 초거성이다. 이 별의 반지름은 태양의 500배 정도이다.
이 별의 평균 겉보기 등급은 9.97이다. 이 별은 지구에서 약 348광년 떨어져 있으며 미라 변광성이다. 밝기는 430.5일 주기로 4.7에서 13.5까지 변한다.

## 같이 보기
- 카시오페이아자리 PZ